# Веригін Анатолій Олександрович
Веригін Анатолій Олександрович (17 лютого 1965, с. Славгород Краснопільського району Сумської області — 30 січня 1985) — радянський військовик, учасник афганської війни.

## Життєпис
Народився 17 лютого 1965. Працював трактористом у колгоспі «Батьківщина».
10 травня 1983 р. призваний до лав Радянської Армії. Пройшов підготовку в навчальному підрозділі (в/ч п/п 73701) за спеціальністю «механік-водій БМП». З 26 жовтня 1983 р. проходив службу в Афганістані (в/ч п/п 82869).
Загинув 30 січня 1985, надаючи допомогу з евакуації поранених з місця бою.
Похований на кладовищі рідного села.

## Нагороди
- медаль «За бойові заслуги» (13.08.1984)
- орден Червоної Зірки (20.06.1985)